# 少脉羊蹄甲
少脉羊蹄甲（学名：Bauhinia paucinervata）为豆科羊蹄甲属的植物。分布在马来西亚、缅甸以及中国大陆的广西等地，生长于海拔300米至600米的地区，见于石灰岩山上灌丛中，目前尚未由人工引种栽培。